# Phyllonycteris poeyi
Phyllonycteris poeyi é uma espécie de morcego da família Phyllostomidae. Pode ser encontrado em Cuba e Hispaniola.